# Hardangerfjorden

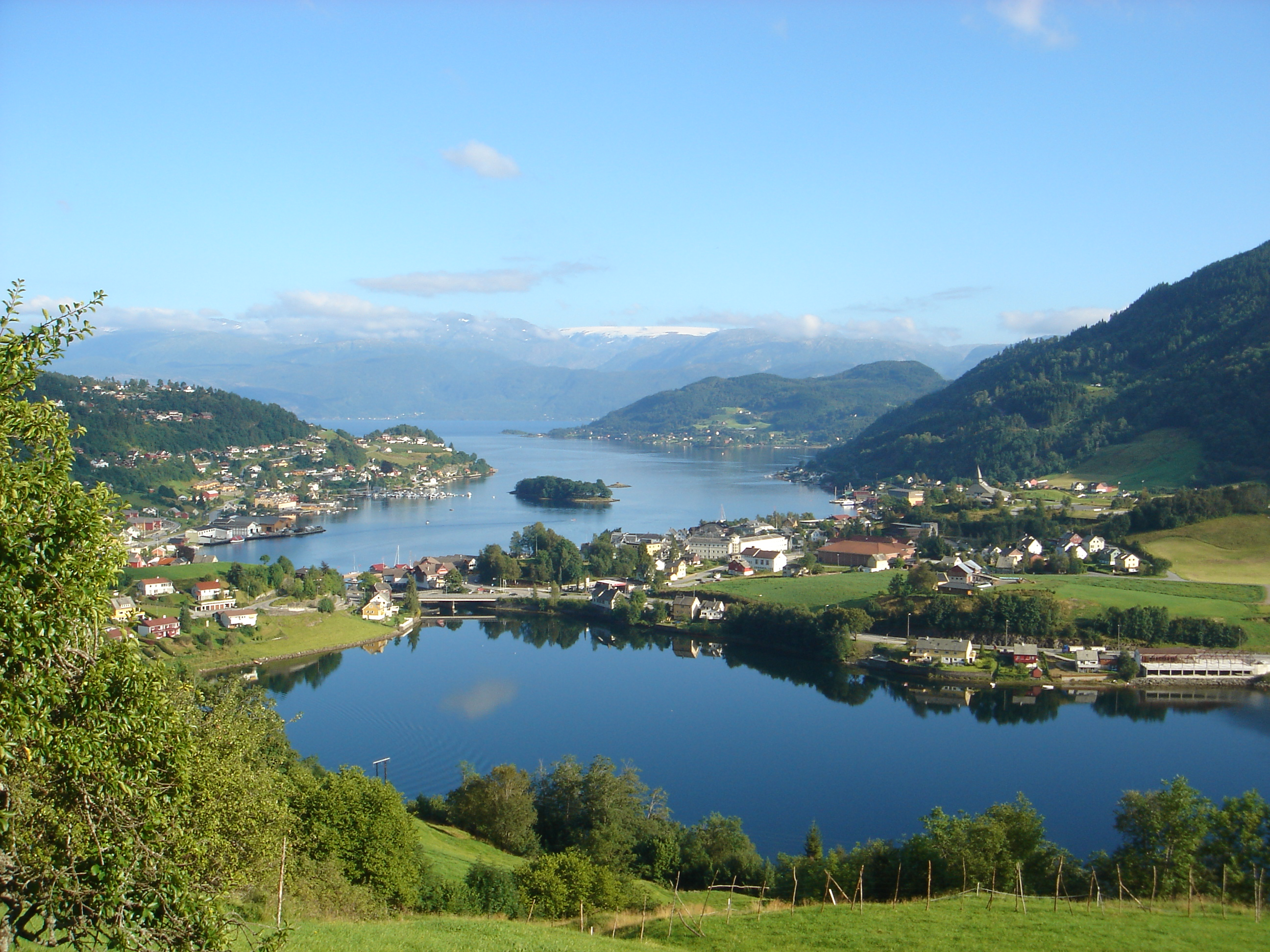
Norheimsund vid Hardangerfjorden. Insjön Movatn i förgrunden. En randmorän skiljer den från själva fjorden, här med namnet Yre Samlafjorden. Längst bort vid horisonten skymtar Folgefonna.

Hardangerfjorden är en fjord i Vestland fylke i västra Norge. Med sina 180 km är den Norges näst längsta. Viken sträcker sig från Husnes och Tysnesøy i väster till Eidfjord och Odda vid kanten av Hardangervidda. Det största djupet är på 852 meter, alldeles vid Norheimsund, ungefär halvvägs in i fjorden. Glaciären Folgefonna ligger på Hardangerfjordens södra sida.
Följande kommuner har gränser mot Hardangerfjorden: Bømlo, Eidfjord, Etne, Kvam, Kvinnherad, Sveio, Tysnes, Ullensvang, Ulvik, Vindafjord och Voss.